# میکا ایواکوا
میکا ایواکوا (به ژاپنی: 岩川美花)(زادهٔ ۲۶ ژوئیه ۱۹۸۳) یک بوکسور حرفه‌ای ژاپنی است که عنوان قهرمانی فدراسیون بین‌المللی بوکس در دسته منفی ۴۵ کیلوگرم را از سال ۲۰۲۲ تا ۲۰۲۴ و عنوان قهرمانی سازمان جهانی بوکس در همین دسته را از ۲۰۱۸ تا ۲۰۲۲ در اختیار داشت.

## حرفه حرفه‌ای

### اوایل حرفه
ایواکوا اولین مبارزه حرفه‌ای خود را در ۱۹ دسامبر ۲۰۱۱ انجام داد و در یک مسابقه چهار راندی در سالن کوراکوئن توکیو، شُوکو هایاشیدا را با ناک‌اوت شکست داد. او در پنج سال بعدی، رکورد ۵ پیروزی، ۴ شکست و ۱ تساوی را به‌دست‌آورد و در ۲۰ اوت ۲۰۱۶ برای عنوان خالی قهرمانی فدراسیون بوکس اقیانوس آرام و شرق (OPBF) در دسته سبک‌وزن با ناریرات کلافوم به میدان رفت. او اولین عنوان حرفه‌ای خود را با ناک‌اوت فنی در راند دوم به‌دست‌آورد. پس از این پیروزی، ایواکوا فرصت یافت تا برای عنوان قهرمانی انجمن جهانی بوکس در دسته منفی ۴۵ کیلوگرم که متعلق به یونُوکا فوروکاوا بود، در ۱۳ دسامبر ۲۰۱۶ در مبارزه‌ای از سری مسابقات «دانگان لیدیز ۳» در سالن کوراکوئن توکیو مبارزه کند. او این مبارزه را با رأی اکثریت داوران باخت؛ دو داور با امتیازات ۹۶–۹۴ و ۹۷–۹۳ به نفع فوروکاوا رأی دادند، در حالی که داور سوم با امتیاز ۹۵–۹۵ مساوی را اعلام کرد.

### قهرمان منفی ۴۵ کیلوگرم جهان

#### قهرمان منفی ۴۵ کیلوگرم سازمان جهانی بوکس
در ۳۰ ژوئن ۲۰۱۸، اعلام شد که ایواکوا با قهرمان دسته منفی ۴۵ کیلوگرم سازمان جهانی بوکس، نائو ایکه‌یاما، که هفتمین دفاع از عنوان قهرمانی خود را انجام می‌داد، مبارزه خواهد کرد. این مبارزه در ۲۹ ژوئیه ۲۰۱۸ در تالار کی‌بی‌اس در کیوتو برگزار شد. ایواکوا با تصمیم دو بر یک داوران پیروز شد؛ دو داور امتیاز ۹۶–۹۴ به نفع ایواکوا و یک داور امتیاز ۹۶–۹۴ به نفع ایکه‌یاما رأی داد. ایکه‌یاما ۴۸ ساله در مصاحبه بعد از مسابقه اعلام کرد که قصد بازنشستگی دارد.
در تاریخ ۷ دسامبر ۲۰۱۹، ایواکوا در یک مبارزه بدون داور با مبارزه‌ای مقابل موموکو کاندا به رینگ بازگشت. او که ۱۷ ماه از مبارزه قبلی خود با نائو ایکه‌یاما در ۲۹ ژوئیه ۲۰۱۸ دور بود، برای حفظ آمادگی با کاندا، بوکسور رتبه یک دسته فوق سبک‌وزن سازمان جهانی بوکس مبارزه کرد. ایواکوا کاندا را با رأی داوران و با امتیاز ۷۸–۷۴ شکست داد. ایواکوا اولین دفاع از عنوان قهرمانی سازمان جهانی بوکس خود در دسته منفی ۴۵ کیلوگرم را در برابر نانائه سوزوکی در ۲۶ سپتامبر ۲۰۲۰ در سالن مرکزی کوبه انجام داد. ایواکوا با حفظ فاصله و استفاده از ضربات پی در پی توانست امتیاز کسب کند و در نهایت با رأی داوران برنده شد. دو داور امتیاز ۹۶–۹۴ و ۹۷–۹۳ را به نفع او دادند، در حالی که داور سوم مبارزه را با امتیاز ۹۷–۹۳ به نفع سوزوکی قضاوت کرد.
در ۵ آوریل ۲۰۲۱، رئیس باشگاه سابق او، تادانوری یاماشیتا از باشگاه تاکاساگو، به دلیل اتهامات بازداشت شد و مجوز بوکس او به حالت تعلیق درآمد. پس از این اتفاق، ایواکوا از این باشگاه جدا شد و تمرینات خود را در باشگاه هیمه‌جی کینوشیتا ادامه داد. در ۲۷ دسامبر همان سال، اعلام شد که ایواکوا و نانائه سوزوکی در یک مبارزه مجدد به مصاف هم خواهند رفت، این مبارزه به دلیل نزدیکی نتیجه مبارزه قبلی‌شان باید دوباره انجام می‌شد. این مبارزه در تاریخ ۲۵ فوریه ۲۰۲۲ برگزار شد. ایواکوا این مبارزه را با تصمیم داوران باخت؛ امتیازات ۹۶–۹۴، ۹۴–۹۶ و ۹۴–۹۶ به نفع سوزوکی اعلام شد.

### قهرمان دسته منفی ۴۵ کیلوگرم فدراسیون بین‌المللی بوکس
در یک کنفرانس مطبوعاتی در ۲۱ ژوئیه ۲۰۲۲، اعلام شد که ایواکوا برای کسب عنوان قهرمانان زن فدراسیون بین‌المللی بوکس در دسته منفی ۴۵ کیلوگرم در برابر آیاکا میائو در مسابقات «کوئین کرست ۲۰۲۲» که رویدادی کاملاً زنانه بود، مبارزه خواهد کرد. او این مبارزه را با تصمیم داوران و امتیاز ۹۶–۹۴ به نفع خود به پایان رساند.
ایواکوا در ۲۶ فوریه ۲۰۲۳ در یک مبارزه بدون داور و در جهت حفظ آمادگی به مصاف پلوپایلین پالاستریچوآی رفت و او را با ناک‌اوت فنی در راند سوم شکست داد.
ایواکوا در تاریخ ۱۲ ژانویه ۲۰۲۴، عنوان قهرمانی فدراسیون بین‌المللی بوکس خود را به بوکسور ژاپنی، سومیره یاماناکا، واگذار کرد. او این مبارزه را با رأی داوران در سالن کوراکوئن توکیو باخت.